# Vladimír Šatava
Vladimír Šatava (19. července 1922, Praha – 30. června 2014, Praha) byl český profesor chemie, který na katedře silikátů Vysoké školy chemicko-technologické v Praze vychoval několik generací českých silikátníků.

## Život

### Dětství a reálka
Narodil se jako prvorozený syn Václava Šatavy (1890–1972), rodáka z Vevčic na Znojemsku a čs. legionáře, který se z Ruska vrátil přes Vladivostok do Prahy, a Marie Králové (1892–1983), dcery tesaře, který pomáhal stavět výstaviště pro Jubilejní výstavu 1891 a bydlel v blízkosti Císařského mlýna v Bubenči. V souvislosti s narozením dalšího syna Václava (1926–2007) se rodina odstěhovala nejprve do blízkosti nádraží Praha-Dejvice a poté (1930) na Hanspaulku, kde Vladimír dokončil obecnou školu a odkud dojížděl od roku 1933 na Malou Stranu do osmileté reálky.
Reálku ukončil maturitou v roce 1940, kdy už bydlel s rodiči v Bubenči v Bendlově (dnešní Raisově) ulici. Za normálních okolností by se přihlásil na vysokou školu, ale všechny české vysoké školy byly z rozhodnutí německých okupantů od listopadu 1939 uzavřeny. Nastoupil tedy jako volontér (cosi jako „brigádník“ – nízký plat 300 K měsíčně, a žádný nárok na zaměstnanecké výhody) v papírně situované v Císařském mlýně a vlastněné českým Němcem Kubelkou.

### Studia, praxe a vojna
V roce 1941 byl Vladimír Šatava přijat do dvouletého odpoledního „abiturientského kurzu“ při chemické průmyslovce v Betlémské ulici, který v roce 1943 úspěšně dokončil. Při studiu se spřátelil se svým spolužákem Jiřím Bártou (1920–2005, synem profesora Rudolfa Bárty), který bydlel v Dejvicích (na dnešní ulici Čs. armády), a po ukončení kurzu si spolu s ním našel místo v Ústavu biochemie („Laboratorium für Vitamin- und Hormon-chemie“ u docenta Knoblocha), který sídlil v budově Vysoké školy chemicko-technologického inženýrství (jako součásti ČVUT) v Dejvicích čp. 1905. Tam se až do konce války zabýval polarografií, procesy oxidace a redukce kyseliny askorbové a organickými syntézami.
V roce 1944 se Vladimír ve Vysokém nad Jizerou, kam si zajel zalyžovat, seznámil se svou budoucí manželkou Jarmilou Svobodovou (*  31. 12. 1925 v Poznani, kde její otec byl zaměstnancem čs. velvyslanectví), která, jak se ukázalo, bydlela s rodiči v Dejvicích (dnes Jugoslávských partyzánů) nedaleko bytu Šatavových.
Na konci roku 1944 byli otec a synové Šatavovi zatčeni gestapem, protože mladší Vladimírův bratr Václav našel ve Stromovce revolver, který přenechal svému kamarádovi, a ten z něj doma zkoušel střílet. Václav byl odsouzen k pěti letům vězení, zatímco Vladimír a jeho otec byli po třech měsících pobytu na Pankráci propuštěni (na začátku roku 1945). S osvobozením republiky v květnu 1945 nakonec skončilo i Václavovo věznění.
Po válce, v září 1945, byly otevřeny české vysoké školy a Vladimír nastoupil studia na Vysoké škole chemicko-technologického inženýrství, která byla tehdy součástí ČVUT a sídlila v Dejvicích. Dobrá kvalita výuky v abiturientském kurzu a praxe z biochemického ústavu ve spojení s osobním nadáním a pílí umožnily Vladimírovi získat již na jaře 1947 titul inženýra chemie, se kterým nastoupil jako vedoucí laboratoře Sociálně zdravotnické poradny pro žlázy s vnitřní sekrecí při Universitní nemocnici v Praze II. Jako hotový inženýr se stálým platem pak požádal rodiče Svobodovy o ruku Jarmily a 2. února 1948 se s ní oženil.
V květnu 1948 byl povolán k vojenské službě do Liberce a posléze do Litoměřic, kde prodělával jako vojín jakýsi výcvik, ale již po dvou měsících (v červenci 1948), když odmítl nabídku stát se důstojníkem v záloze, se vrátil (na vlastní žádost) do civilu.

### Asistent a docent
V září 1948 nastoupil jako asistent na katedru silikátů, jejímž šéfem byl profesor Rudolf Bárta (1897–1985) – otec Jiřího Bárty. Vladimír se zpočátku věnoval problematice jílů a iontové výměny a připravoval na toto téma svou doktorskou disertaci – v roce 1949 získal titul doktora technických věd. Bárta brzy odjel do Spojených států, odkud přivezl spoustu knih (a učebnic) důležitých pro moderní studium silikátové chemie a technologie.
V roce 1951 začal Šatava přednášet nový předmět „Teoretické základy technologie silikátů“. V následujícím roce však došlo k osamostatnění VŠChT (vyčleněním VŠChTI ze svazku ČVUT v roce 1952) a k přejmenování Ústavu skla a keramiky na „Katedru technologie silikátů“, kam dosadila „Strana“ své nové kádry. Čím zdařilejší byly Šatavovy přednášky „Teoretických základů“, tím kyselejší byl postoj perspektivních komunistických kádrů k Šatavovi, který vždy dával najevo svůj nezájem o komunistickou ideologii a politiku, a navíc byl pro své odborné schopnosti nejbližším spolupracovníkem šéfa katedry profesora Bárty.
Mírná politická obleva po skončení stalinismu dovolila profesoru Bártovi založit v roce 1956 vědecký časopis Silikáty (první ročník vycházel od roku 1957) a Šatava se stal (na 11 let) jeho výkonným redaktorem. Rok na to (1957) obhájil Vladimír Šatava titul kandidáta věd (CSc. zavedený vládním nařízením v roce 1953).
V roce 1958 proběhla na VŠChT největší komunistická čistka, která znamenala, že ze školy muselo odejít na 40 profesorů, docentů, asistentů a zaměstnanců (kdo nešel dobrovolně, byl vyhozen „pro ztrátu důvěry“) a odejít musel i „buržoasní profesor“ Bárta (který se stal šéfem katedry ještě před válkou – v roce 1939) a Šatava ztratil svého zastánce. 
Přesto v roce 1961 jmenoval tehdejší komunistický rektor VŠChT Vladimír Maděra (1905–1997) Vladimíra Šatavu docentem pro obor technologie silikátů, a to, podle návrhu prorektora prof. Josefa Korrity (1903–1995) „bez habilitace, která v případě jmenovaného by byla čistě formální záležitostí“, aby mohl i nadále přednášet svůj předmět.
V témž roce jmenoval rektor Maděra Šatavu proděkanem Fakulty anorganické technologie VŠChT), což zdůvodnil ve svém návrhu takto: „Podle našeho názoru má (Šatava) předpoklady, že … může tuto funkci vykonávat. Protože má značný odborný náskok, může se této funkci věnovat bez obavy, že se odborně přestane vyvíjet. Dr. Juliš, který tuto funkci vykonával velmi dobře, musí být uvolněn, aby mohl v nejkratší době podat habilitační práci. Podobně je tomu i u druhých soudruhů, kteří po odborné stránce potřebují alespoň rok až dva roky času, aby po odborné stránce dohonili čas, který věnovali různým funkcím.“
V roce 1962, když vznikla Společná laboratoř pro chemii a technologii silikátů ČSAV a VŠChT v Praze, stal se Šatava jejím externím vedoucím (přitom zůstal ve svých funkcích na VŠChT), a to až do roku 1974. V roce 1965 vydalo SNTL Šatavův „Úvod do fyzikální chemie silikátů“ (podle této knihy se vyučoval předmět Fyzikální chemie silikátů na SVŠT v Bratislavě ještě v 80. letech) a v roce 1968 obhájil Šatava velký doktorát (D.Sc.).
Docent Šatava byl svým způsobem renezanční člověk. Miloval pobyt v přírodě ať na své chatě v Lipnici nebo jako vodák na Lužnici a Vltavě. Vedle přírodních věd miloval filosofii (Bergson, Schopenhauer), ale především umění v podobě výtvarné – jeho manželka Jarmila byla výtvarnice, která pracovala pro Československou televizi (ilustrace k pohádkám), měla výstavu svých obrazů v Mánesu a také v Ústavu makromolekulární chemie na Petřinách – i hudební, neboť Vladimír byl od svého mládí nadšeným klavíristou, již za války hrával na večerních koncertech Abiturientského kurzu, později hrával čtyřručně se zvukařem ČST Zdeňkem Stropkem (* 1938), dík rodinnému příteli Iljovi Hurníkovi se seznámil s moderní hudbou Debussyho a Stravinského. Velkou Vladimírovou láskou byla také literatura a především divadlo – jeho aspiranti vzpomínají, jak ráno po návštěvě divadla Šatava se zaujetím sdělovat v laboratoři své divácké dojmy a oceňoval umění jednotlivých herců.

### Profesor
V době normalizace (po roce 1969) se komunistická nechuť k Šatavovi obnovila, ale mezi lidmi, které si bolševičtí normalizátoři vybrali jako své kádry, byl i Šatavův žák Josef Matoušek (* 1939), který si vymínil, že se nemůže stát vysokoškolským profesorem dříve než jeho učitel Vladimír Šatava. Tehdejší rektor Jiří Mostecký (1923–2010), který uznával Šatavovy odborné i pedagogické kvality, na to přistoupil (a prosadil to na ministerstvu i ve stranických orgánech), a tak se konečně nestraník Šatava stal, i v době tuhé normalizace (1982) vysokoškolským profesorem.
V té době (již od roku 1978) Šatava přednášel další nový předmět „Fyzika pevných látek“ a v jeho osobním hodnocení se uvádí, že vedle řady diplomantů vyškolil 17 vědeckých aspirantů (z toho 6 zahraničních) a že publikoval 91 původních vědeckých prací (z toho 26 v zahraničních časopisech), 22 přehledných referátů a 5 knih (vedle desítky skript).
V roce 1992 odešel z katedry silikátů, která se v té době vracela ke svému předválečnému názvu „Ústav skla a keramiky“ do důchodu, ale dále spolupracoval na vědeckých programech Společné laboratoře silikátů.
V roce 1987 VŠChT v Praze udělila Šatavovi pamětní medailí profesora Františka Štolby.
V roce 1992 udělovala pražská VŠChT k 40. výročí svého osamostatnění 15 medailí Emila Votočka.  Mezi oceněnými byl prof. Vladimír Šatava i jeho dávní kolegové z katedry silikátů prof. Jan Hlaváč (* 1926) a Ing. Svante Procházka (* 1928).   
V roce 2003 byla oceněna jeho pedagogická a vědecká práce medailí Josefa Hlávky, určenou nestorům a zakladatelským osobnostem české vědy a umění.
Největší světovou poctou pro profesora Šatavu bylo jeho zvolení jedním ze 47 prvních členů Světové akademie keramiky (World Academy of Ceramics) v roce 1989. Do dnešního dne[kdy?] bylo zvoleno celkem 305 členů této akademie a Vladimír Šatava je mezi nimi jediným Čechem.
Vladimír Šatava zemřel v pražské nemocnici pod Petřínem v pondělí 30. června 2014.

## Dílo
Dílo Vladimíra Šatavy je velmi rozsáhlé a zahrnuje více než stovku vědeckých a odborných článků, desítky přehledných referátů a více než desítku skript a odborných knih, z nichž nejvýznamnější jsou Úvod do fyzikální chemie silikátů (1965) a Fyzikální chemie silikátů I. (1986). Jeho publikace jsou věnovány celému spektru úloh materiálové vědy, počínaje konstrukcí laboratorních zařízení (pro termickou analýzu, pro studium reologie aj.) po zpracování experimentálních dat (např. vyhodnocování termogravimetrických křivek) a optimalizace technologií. Jeho hlavními oblastmi studia byla a) problematika jílů a silikátových koloidních soustav (cca 20 publikací), b) termická analýza a tepelné rozklady pevných látek (cca 30 publikací), ale zejména c) problematika maltovin (zejména na bázi sádry) a mechanismů jejich tvrdnutí (cca 50 publikací). Šatavovy přehledné referáty, které zprostředkovávaly poznatky publikované ve světových časopisech, měly velký význam jak pro studenty a aspiranty, tak pro rozvoj českého silikátového výzkumu i technologie.
Když skončilo období jeho pedagogického působení na VŠCHT Praha (v 90. letech), věnoval se dále silikátovým materiálům – například problematice přípravy a užití leucitu (tektosilikátu se složením KAlSi2O6 – šest publikací z let 2003–2005) – a podobné problematice se věnoval i poté.

## Přehledné referáty
- Šatava V.: Stanovení tepelné účinnosti rotačních pecí z tepelné bilance. Stavivo 30 [11] (1952) 301
- Šatava V.: Vlastnosti koloidních jílů z hlediska koloidní chemie. Sklář a keramik 11 (1954) 303
- Šatava V.: Základní výzkum silikátů; Sklář a keramik 12, 5 (1955)
- Šatava V.: Dnešní názory na strukturu skla; Sklář a keramik 13, 6 (1956)
- Bárta R., Šatava V.: Několik teoretických úvah o maltovinách; Sborník technologie silikátů III. str.7, SNTL 1957
- Šatava V.: Dnešní názory na strukturu skla; Sklář a keramik 14 (1957).
- Šatava V.: Soustava CaO-SiO2-H2O; Silikáty 1, 98, (1957)
- Šatava V.: Diferenční termická analýza; Silikáty 1, 207 (1957)
- Šatava V.: Dokumentace o termické analýze; Silikáty 1, 240 (1957)
- Šatava V.: Poruchy krystalové mřížky; Silikáty 2, 365 (1957)
- Šatava V.: Rheologické problémy v keramice; Sborník technologie silikátů IV. str. 236, SNTL 1958
- Šatava V., Sobotka Z.:  Rheologie v oboru silikátů; Silikáty 2, 79 (1958)
- Šatava V.: Reakce pevných látek; Silikáty 4, 67 (1960)
- Šatava V.: Použití termografických metod ke studiu reakční kinetiky; Silikáty 5, 69 (1961)
- Šatava V.: Tepelný rozklad kaolinitu; Silikáty 5, 248 (1961)
- Šatava V.: Reakce pevných látek s kapalinami; Silikáty 5, 171 (1961)
- Šatava V.: Teorie ztekucování keramických licích břeček; Sklář a keramik 28, 195 (1973)
- Šatava V.: Povaha skelného stavu a podmínky tvorby skla; Čs. čas. fyz. 23, 565-672 (1973)
- Šatava V.: Studium kinetiky heterogenních nekatalytických procesů metodami termické analýzy; Sborník VŠCHT, L3, 33 (1973)
- Šatava V.:  Reakce pevných látek; Přírodní vědy ve škole 31, 257 (1979)

## Knihy a skripta
- O minerálním složení a sorpční kapacitě keramických zemin. Praha 1949, 29 stran
- Koloidní chemie. str. 169-292. kapitola v knize:  Bárta R., Šatava V.: Teoretické základy sklářství a keramiky - Díl I.; Praha 1951
- Úvod do termodynamiky silikátů, str.9-205. kapitola v knize: Bárta R., Šatava V.: Teoretické základy sklářství a keramiky Díl II; Praha 1954
- Příručka pro cvičení v laboratoři technologie silikátů; (autoři: Kolektiv katedry technologie silikátů). Státní pedagogické nakladatelství Praha, 1954
- A contribution to the question of the determination of minerals of Serpentine Group. (autoři Kouřimský J., Šatava V.) Národní museum Praha 1954. 17 stran (Acta Musei Nationalis Pragae 10B[4]: 3-19)
- Základní výzkum silikátů, (autoři: Bárta R., Šatava V., Procházka S., Hlaváč J.) SNTL Praha 1957
- Pórovité betony: Silikork (autoři: Šatava V., Škrdlík J.) SNTL Praha 1958, 182 stran
- Teoretické základy technologie silikátů, Termodynamika (svazek 2). SNTL Praha 1959,  148 stran
- Пористый бетон - cиликорк, (autoři: Šatava V., Škrdlík J.) Gasstrojizdat Moskva 1962
- Úvod do fyzikální chemie silikátů. SNTL Praha 1965, 407 stran
- Relation Between Pore Structure and Mechanical Properties of Materials: General Report. Academia Praha 1973, 19 stran
- The Study of Heterogeneous Processes by Thermal Analysis – Review (autoři: Šesták J., Šatava V., Wendlandt W.W.) jako součást časopisu Thermochimica Acta 7, 335-556 (1973)
- Fyzika pevných látek, VŠChT SNTL Praha 1977, 219 stran
- Fyzikální chemie heterogenních soustav 1. díl, Základy klasické a statistické termodynamiky VŠChT SNTL Praha 1977, 100 stran
- Příklady z fyziky pevných látek (autoři Šatava V., Kutzendorfer J.). SNTL, Praha 1980, 98 stran
- Fyzikální chemie silikátů I., 1. vyd, SNTL, Praha 1981, 166 stran
- Fyzika pevných látek. 2. přeprac. vyd. SNTL, Praha 1981, 258 stran
- Fyzikální chemie silikátů II., (Kinetika) 1. vyd, SNTL, Praha 1983, 167 stran
- Fyzikální chemie silikátů I., VŠChT – FChT, SNTL Praha 1986, 218 stran
- Fyzikální chemie silikátů 2. 1. vyd, VN MON, Praha 1987, 207 stran
- Fyzikální chemie silikátů Díl 1., 1. vyd, VŠChT Praha 1991, 272 stran, ISBN 8070801190